# Maldone
Maldone és una pel·lícula dramàtica muda francesa de 1928 dirigida per Jean Grémillon i protagonitzada per Charles Dullin, Marcelle Dullin i Geymond Vital. Els decorats de la pel·lícula van ser dissenyats pel director d'art André Barsacq. La pel·lícula explica la història d'un jove ric que fuig de la finca de la seva família i troba feina com a treballador del canal. S'enamora d'una noia gitana, però quan una mort a la família l'obliga a tornar a casa i gestionar la seva finca, es casa amb la filla d'un veí. Anys més tard, s'obsessiona amb el seu vell amant després d'una trobada casual.

## Sinopsi
Maldone és fill d'una família que va optar per deixar-ho tot i treballar a les carreteres. En una festa local, s'enamora d'una jove gitana, Zita. Quan el seu germà mor, torna, tanmateix, al redil, hereta i es casa. Uns anys després, segueix travessat pel record de Zita. Quan un vespre la coneix per casualitat, el seu desig és el més fort, torna a prendre la carretera.

## Repartiment
- Charles Dullin com a Olivier Maldone
- Marcelle Dullin com Missia, la Vident
- Geymond Vital com Marcellin Maldone
- André Bacqué com a Just Maldone, l'oncle
- George Seroff com a Leonard, el criat
- Annabella com a Flora Lévigné
- Roger Karl com a pare de Lévigné
- Mathilde Alberti com a botiguer
- Lucien Arnaud com el viatger
- Genica Athanasiou com a Zita
- Edmond Beauchamp com la gitana
- Alexej Bondireff com The Barge Boss
- Gabrielle Fontan
- Isabelle Kloucowski com a la gitana
- Charles Lavialle com el carter
- Daniel Lecourtois com a Ballarí
- Jean Mamy com a mariner